# 伊卢普尔
伊卢普尔（Iluppur），是印度泰米尔纳德邦Pudukkottai县的一个城镇。总人口12051（2001年）。

## 人口
该地2001年总人口12051人，其中男性5994人，女性6057人；0—6岁人口2007人，其中男1029人，女978人；识字率70.14%，其中男性为77.58%，女性为62.79%。